# سوزان هوگان
سوزان هوگان (انگلیسی: Susan Hogan) هنرپیشه اهل کانادا است. از فیلم‌هایی که وی در آن نقش داشته است، می‌توان به فرزندان اشاره کرد.

## آثار برگزیده
- فرزندان (۱۹۷۹)
- سپیددندان (۱۹۹۱)
- اثر پروانه‌ای ۲ (۲۰۰۶)